# Федерација спортова на леду Грчке
Федерација спортова на леду Грчке (Е. О. ПАГ) (грч. Ελληνικής Ομοσπονδίας Παγοδρομιών (Е. О. ПАГ)) кровна је спортска организација задужена за промоцију и организацију такмичења у спортовима на леду на подручју Грчке. Поред хокеја на леду ФИСГ је задужен и за брзо и уметничко клизање, боб, санкање и скелетон. 
Савез је пуноправни члан неколико међуанродних спортских организација, укључујући и Међународну хокејашку федерацију (ИИХФ) чији је придружени члан од 29. априла 1987. године. 
Седиште Савеза налази се у атинској општини Маруси.

## Хокеј на леду у Грчкој
Хокеј на леду у Грчкој почиње да се игра релативно касно, тек 1984. године, а убрзо су почели и да се оснивају први клубови у земљи (два у Атини и по један у Пиреју, Солуну и Халкиди). Прва службена хокејашка утакмица одиграна је у Атини 1985. године. 
Прво национално првенство одржано је 1989. на леду Дворане мира и пријатељства у Пиреју, уз учешће 5 екипа. Уједно био је то и први пут да се нека хокејашка утакмица игра на игралишту стандардних димензија. И следече године првенство је одржано на истом месту. 
Године 1990. формирана је јуниорска репрезентација која је учествовала на светском првенству групе Ц које је одржано у Југославији. 
Сениорска репрезентација је оформљена 1992. и исте године је дебитовала на светском првенству групе Ц у Јужноафричкој Републици. Иако је екипа тренирала свега две недеље пре почетка такмичења, Грци су успели да освоје треће место на том турниру, што је означено као велики успех с обзиром на услове у којима су играчи радили. Међутим овај успех се није позитивно одразио на развој хокеја у земљи, штавише због недостатка финансијских средстава готово све активности у вези са овим спортом су више пута прекидане у наредних неколико година. 
Последње две ледене дворане затворене су 2001. и 2003. чиме су све хокејашке активности у земљи сведене на тренирање у суседним земљама.

### Хокеј на леду у бројкама
Према подацима ИИХФ за 2013. на подручју Грчке је регистровано укупно 713 играча који су се активно бавили хокејом на леду. Од тог броја њих 560 су се такмичили у сениорској (463 мушкарца и 97 жена), а свега 157 у јуниорској конкуренцији. Лиценцу националног судијског савеза поседовало је укупно 6 арбитра.
Целокупна хокејашка инфраструктура своди се на неколико балона са леденом подлогом нестандардних димензија.